# كيلبرايد الشرقية ستراتهافين وليسماهاغو (دائرة انتخابية في المملكة المتحدة)
كيلبرايد الشرقية، ستراتهافين وليسماهاغو  (بالإنجليزية: East Kilbride, Strathaven and Lesmahagow)‏ هي إحدى الدوائر الانتخابية في المملكة المتحدة الممثلة في مجلس العموم في برلمان المملكة المتحدة.
عضو البرلمان الذي يمثلها حالياً هو :Rt Hon Adam Ingram (Lab).